# امانوئل ماتئوچی
امانوئل ماتئوچی (انگلیسی: Emanuele Matteucci؛ زادهٔ ۲۶ ژانویهٔ ۲۰۰۰) بازیکن فوتبال است.
وی همچنین در تیم‌های ملی فوتبال زیر ۱۵ سال ایتالیا، زیر ۱۶ سال ایتالیا، زیر ۱۷ سال ایتالیا، و زیر ۱۸ سال ایتالیا بازی کرده‌است.